# Róa
"Róa" é uma canção da dupla islandesa de música eletrónica Væb. A canção foi lançada a 17 de janeiro de 2025 e foi escrita por Gunnar Björn Gunnarsson, Hálfdán Helgi Matthíasson, Ingi Þór Garðarsson e Matthías Davíð Matthíasson. A música representou a Islândia no Festival Eurovisão da Canção de 2025. A canção alcançou o número um no seu país de origem.

## Recepção
Antes do Söngvakeppnin 2025, o jornal online islandês DV noticiou que «Róa» foi acusada de se assemelhar à canção «Hatunat HaShana» dos cantores israelitas Itay Levi e Eyal Golan. Foi então publicado um vídeo na plataforma TikTok comparando as duas canções. A dupla negou as alegações, e a direção do Söngvakeppnin solicitou aconselhamento à Sociedade de Direitos dos Compositores da Islândia (STEF) para determinar a semelhança entre as duas canções.  Mais tarde, a RÚV chegou à conclusão de que a canção em questão não apresentava semelhança substancial suficiente para constituir plágio.